# Friedenskirche (Leuna)

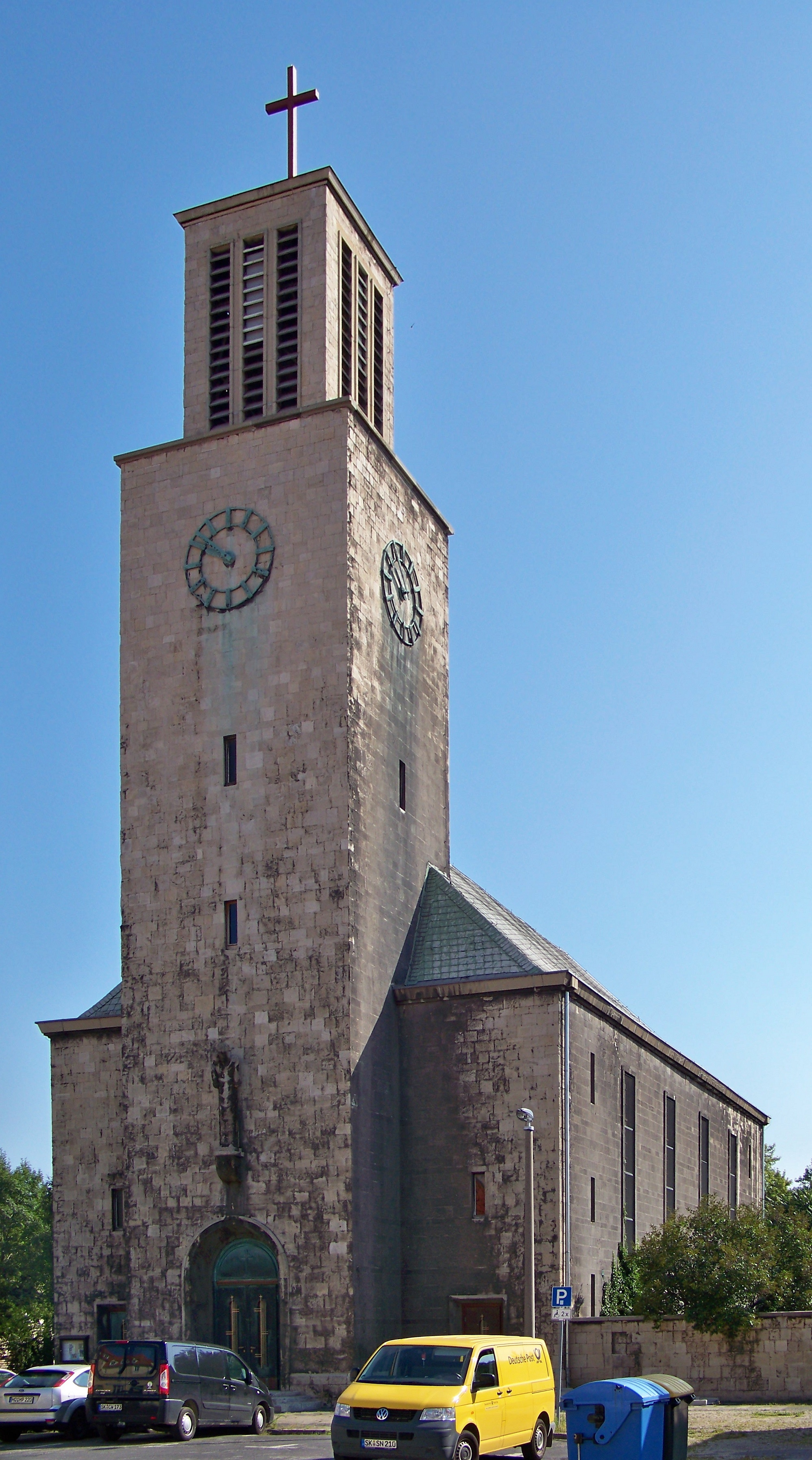
Friedenskirche von Leuna

Die Friedenskirche ist eine denkmalgeschützte evangelische Kirche der Stadt Leuna in Sachsen-Anhalt. Im örtlichen Denkmalverzeichnis ist sie unter der Erfassungsnummer 094 20779 als Baudenkmal verzeichnet. Sie gehört zum Kirchspiel Leuna im Kirchenkreis Merseburg der Evangelischen Kirche in Mitteldeutschland.

## Allgemeines und Geschichte
Unter der Adresse Kirchplatz 1 befindet sich die Friedenskirche von Leuna. Sie ist eine von zwei Kirchen der Stadt. Gestiftet wurde sie vom BASF-Ammoniakwerk Leuna, auch als Leunawerke bekannt. Durch die Leunawerke zogen viele Menschen nach Leuna, wodurch Leuna erst zur Stadt wurde. Die Kirchen der dabei eingemeindeten Ortschaften reichten für die Bevölkerung nicht mehr aus. So stifteten die Leunawerke eine katholische und eine evangelische Kirche. Die evangelische Kirche wurde 1930 im Stil des Neuen Bauens errichtet, Architekt war Adolf Herberger.
Das Äußere ist schlicht gehalten, ist aber mit einer Christusfigur verziert. Der Kirchturm ist mit seinem Aufsatz nicht ganz so schlicht wie der der katholischen Christ-König-Kirche. Das Innere wird von einem Mosaikbild im Altarraum geprägt. Rechts neben dem Altarraum steht ein mittelalterlicher Schnitzaltar (um 1480) aus der Kirche von Göhlitzsch.
Die Orgel ist ein Werk von Emanuel Kemper & Sohn von 1930 mit 22 Registern auf zwei Manualen und Pedal.